# SAPARD
Das Special Accession Programme for Agriculture and Rural Development (kurz SAPARD, deutsch Spezielles Beitrittsprogramm für Landwirtschaft und ländliche Entwicklung) war eines von drei Instrumenten der Europäischen Union, um die Beitrittsvorbereitungen der beitrittswilligen Länder in Mittel- und Osteuropa zu unterstützen. Es wurde im Juni 1999 eingerichtet und konzentrierte sich auf den Bereich Landwirtschaft. Zum Einsatz kam es zuletzt in Bulgarien, Rumänien und Kroatien. Das Programm war auf eine Laufzeit von maximal sieben Jahren begrenzt.
Das SAPARD-Programm wurde am 1. Januar 2007 durch das Instrument für Heranführungshilfe (IPA) ersetzt.
Nach Maßgabe der Verordnung und der Prioritäten der Bewerberländer wurden unter anderem nachstehende Maßnahmen gefördert:
- Investitionen in landwirtschaftliche Betriebe;
- Verbesserung der Verarbeitung und Vermarktung von Agrar- und Fischereierzeugnissen;
- landwirtschaftliche Produktionsverfahren, die dem Umweltschutz und der Landschaftspflege dienen;
- Entwicklung und Diversifizierung wirtschaftlicher Tätigkeiten, um zusätzliche Beschäftigungsmöglichkeiten oder Einkommensalternativen zu schaffen;
- Erstellen von Grundbüchern und deren Aktualisierung;
- Verbesserung der Berufsbildung;
- Entwicklung und Verbesserung der ländlichen Infrastruktur;
- Forstwirtschaft einschließlich Aufforstung landwirtschaftlicher Flächen, Investitionen in die Forstbetriebe privater Waldbesitzer sowie Verarbeitung und Vermarktung von Forsterzeugnissen;
- Verbesserung der Strukturen für Qualitäts-, Veterinär- und Pflanzenschutzkontrollen, die Lebensmittelqualität und den Verbraucherschutz.[1]

Bei den Einzelprojekten galt das Prinzip der Komplementarität, d. h. die Antragsteller mussten i. d. R. zusätzlich zu den EU-Geldern eigene Mittel bereitstellen, um ein Projekt bewilligt zu bekommen. Das jährliche Förderbudget lag bei rund 600 Mio. Euro.